# Старий Пожуг
Старий Пожуг (пол. Stary Pożóg) — село в Польщі, у гміні Конськоволя Пулавського повіту Люблінського воєводства.
Населення — 414 осіб (2011).

## Демографія
Демографічна структура станом на 31 березня 2011 року:
|          | Загалом | Допрацездатний вік | Працездатний вік | Постпрацездатний вік |
| -------- | ------- | ------------------ | ---------------- | -------------------- |
| Чоловіки | 200     | 41                 | 140              | 19                   |
| Жінки    | 214     | 32                 | 124              | 58                   |
| Разом    | 414     | 73                 | 264              | 77                   |